# 윌슨 (1944년 영화)
《윌슨》(Wilson)은 미국에서 제작된 헨리 킹 감독의 1944년 드라마 영화이다. 찰스 코번 등이 주연으로 출연하였고 대릴 F. 재넉 등이 제작에 참여하였다. 테크니컬러로 촬영되었다.

## 출연

### 주연
- 찰스 코번
- 알렉산더 녹스

### 조연
- 제럴딘 피츠제럴드
- 토머스 미첼
- 루스 넬슨
- 세드릭 하드윅
- 빈센트 프라이스
- 윌리엄 아이스

## 기타
- 미술: 와이어드 이넌
- 미술: 제임스 바세이비
- 의상: 레네 후베르트